# Olympische Sommerspiele 1976/Turnen
Bei den XXI. Olympischen Sommerspielen 1976 in Montreal fanden 14 Wettkämpfe im Gerätturnen statt, davon acht für Männer und sechs für Frauen.
Wie schon vier Jahre zuvor wurden die Mannschaftswertung und die Einzelwertung im Mehrkampf gemeinsam ausgetragen. Gleichzeitig diente der Mehrkampf als Qualifikation für die Gerätefinals mit jeweils sechs Teilnehmern.

## Bilanz

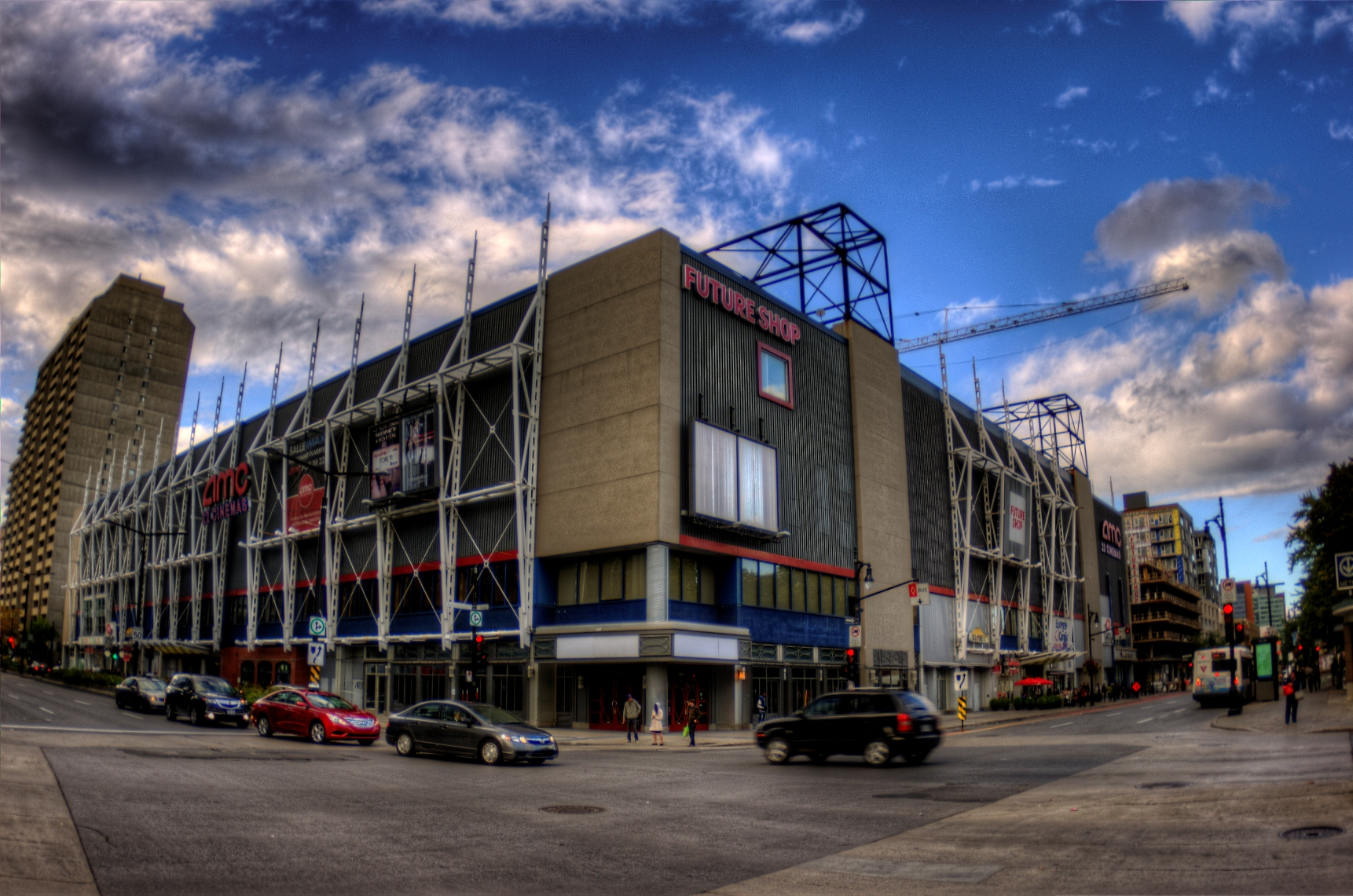
Forum de Montréal

### Medaillenspiegel
| Platz | Land               | Gold | Silber | Bronze | Gesamt |
| ----- | ------------------ | ---- | ------ | ------ | ------ |
| 1     | Sowjetunion        | 7    | 8      | 2      | 17     |
| 2     | Japan              | 3    | 4      | 3      | 10     |
| 3     | Rumänien           | 3    | 2      | 3      | 8      |
| 4     | Ungarn             | 1    | –      | 1      | 2      |
| 5     | GDR                | –    | 1      | 3      | 4      |
| 6     | BR Deutschland     | –    | –      | 1      | 1      |
| 6     | Frankreich         | –    | –      | 1      | 1      |
| 6     | Vereinigte Staaten | –    | –      | 1      | 1      |

### Medaillengewinner
| Konkurrenz           | Gold                                                                                          | Silber | Bronze                                                                                    |
| -------------------- | --------------------------------------------------------------------------------------------- | --- | ----------------------------------------------------------------------------------------- |
| Mannschaftsmehrkampf | Shun Fujimoto, Hisato Igarashi, Hiroshi Kajiyama, Sawao Katō, Eizō Kenmotsu, Mitsuo Tsukahara | Nikolai Andrianow, Alexander Ditjatin, Gennadi Kryssin, Wladimir Markelow, Wladimir Martschenko, Wladimir Tichonow | Roland Brückner, Rainer Hanschke, Bernd Jäger, Wolfgang Klotz, Lutz Mack, Michael Nikolay |
| Einzelmehrkampf      | Nikolai Andrianow                                                                             | Sawao Katō | Mitsuo Tsukahara                                                                          |
| Barren               | Sawao Katō                                                                                    | Nikolai Andrianow                                                                                                  | Mitsuo Tsukahara                                                                          |
| Bodenturnen          | Nikolai Andrianow                                                                             | Wladimir Martschenko                                                                                               | Peter Kormann                                                                             |
| Pferdsprung          | Nikolai Andrianow                                                                             | Mitsuo Tsukahara                                                                                                   | Hiroshi Kajiyama                                                                          |
| Reck                 | Mitsuo Tsukahara                                                                              | Eizō Kenmotsu | Henri Boërio Eberhard Gienger                                                             |
| Ringe                | Nikolai Andrianow                                                                             | Alexander Ditjatin                                                                                                 | Dan Grecu                                                                                 |
| Seitpferd            | Zoltán Magyar                                                                                 | Eizō Kenmotsu | Nikolai Andrianow Michael Nikolay                                                         |

| Konkurrenz           | Gold                                                                                              | Silber                                                                                                | Bronze                                                                                          |
| -------------------- | ------------------------------------------------------------------------------------------------- | --- | ----------------------------------------------------------------------------------------------- |
| Mannschaftsmehrkampf | Marija Filatowa, Swetlana Grosdowa, Nelli Kim, Ljudmila Turischtschewa, Elwira Saadi, Olga Korbut | Nadia Comăneci, Mariana Constantin, Georgeta Gabor, Anca Grigoraș, Gabriela Trușcă, Teodora Ungureanu | Carola Dombeck, Gitta Escher, Kerstin Gerschau, Angelika Hellmann, Marion Kische, Steffi Kräker |
| Einzelmehrkampf      | Nadia Comăneci                                                                                    | Nelli Kim                                                                                             | Ljudmila Turischtschewa                                                                         |
| Bodenturnen          | Nelli Kim                                                                                         | Ljudmila Turischtschewa                                                                               | Nadia Comăneci                                                                                  |
| Pferdsprung          | Nelli Kim                                                                                         | Carola Dombeck Ljudmila Turischtschewa                                                                | —                                                                                               |
| Schwebebalken        | Nadia Comăneci                                                                                    | Olga Korbut                                                                                           | Teodora Ungureanu                                                                               |
| Stufenbarren         | Nadia Comăneci                                                                                    | Teodora Ungureanu                                                                                     | Márta Egervári                                                                                  |

## Ergebnisse Männer

### Einzelmehrkampf
| Platz | Land | Sportler           | Punkte  |
| ----- | ---- | ------------------ | ------- |
| 1     | URS  | Nikolai Andrianow  | 116,650 |
| 2     | JPN  | Sawao Katō         | 115,650 |
| 3     | JPN  | Mitsuo Tsukahara   | 115,575 |
| 4     | URS  | Alexander Ditjatin | 115,525 |
| 5     | JPN  | Hiroshi Kajiyama   | 115,425 |
| 6     | POL  | Andrzej Szajna     | 114,625 |
| 7     | GDR  | Michael Nikolay    | 113,600 |
| 8     | HUN  | Imre Molnár        | 113,575 |
| 9     | HUN  | Zoltán Magyar      | 113,425 |
| 10    | GDR  | Bernd Jäger        | 113,325 |

18. bis 21. Juli

### Mannschaftsmehrkampf

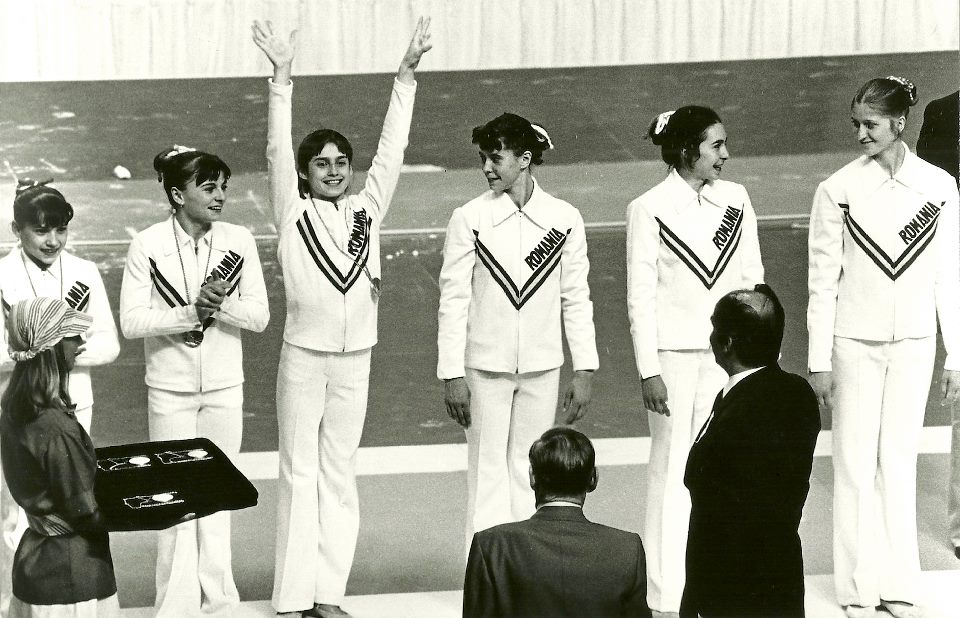
Die zweitplatzierten Rumäninnen

| Platz | Land | Sportler | Punkte |
| ----- | ---- | --- | ------ |
| 1     | JPN  | Shun Fujimoto Hisato Igarashi Hiroshi Kajiyama Sawao Katō Eizō Kenmotsu Mitsuo Tsukahara                      | 576,85 |
| 2     | URS  | Nikolai Andrianow Alexander Ditjatin Gennadi Kryssin Wladimir Markelow Wladimir Martschenko Wladimir Tichonow | 576,45 |
| 3     | GDR  | Roland Brückner Rainer Hanschke Bernd Jäger Wolfgang Klotz Lutz Mack Michael Nikolay                          | 564,65 |
| 4     | HUN  | Imre Molnár Béla Laufer Árpád Farkas Ferenc Donáth Imre Bánrévi Zoltán Magyar                                 | 564,45 |
| 5     | FRG  | Eberhard Gienger Volker Rohrwick Edgar Jorek Werner Steinmetz Reinhard Dietze Reinhard Ritter                 | 557,40 |
| 6     | ROU  | Dan Grecu Mihai Borș Sorin Cepoi Ion Checicheș Ștefan Gal Nicolae Oprescu                                     | 557,30 |
| 7     | USA  | Wayne Young Kurt Thomas Bart Conner Tom Beach Marshall Avener Peter Kormann                                   | 556,10 |
| 8     | SUI  | Robert Bretscher Philippe Gaille Ueli Bachmann Bernhard Locher Peter Rohner Armin Vock                        | 550,60 |
| 9     | TCH  | Gustav Tannenberger Jiří Tabák Miloslav Netušil Vladislav Nehasil Dimitrios Janulidis Jan Zoulík              | 550,15 |
| 10    | FRA  | Henri Boërio Michel Boutard Patrick Boutet Bernard Decoux Eric Koloko Willi Moy                               | 546,45 |

18. bis 20. Juli

### Barren
| Platz | Land | Sportler          | Punkte |
| ----- | ---- | ----------------- | ------ |
| 1     | JPN  | Sawao Katō        | 19,675 |
| 2     | URS  | Nikolai Andrianow | 19,500 |
| 3     | JPN  | Mitsuo Tsukahara  | 19,475 |
| 4     | GDR  | Bernd Jäger       | 19,200 |
| 5     | TCH  | Miloslav Netušil  | 19,125 |
| 6     | POL  | Andrzej Szajna    | 18,950 |

18 bis 23. Juli

### Bodenturnen
| Platz | Land | Sportler             | Punkte |
| ----- | ---- | -------------------- | ------ |
| 1     | URS  | Nikolai Andrianow    | 19,450 |
| 2     | URS  | Wladimir Martschenko | 19,425 |
| 3     | USA  | Peter Kormann        | 19,300 |
| 4     | GDR  | Roland Brückner      | 19,275 |
| 5     | JPN  | Sawao Katō           | 19,250 |
| 6     | JPN  | Eizō Kenmotsu        | 19,100 |

18. bis 23. Juli

### Pferdsprung
| Platz | Land | Sportler          | Punkte |
| ----- | ---- | ----------------- | ------ |
| 1     | URS  | Nikolai Andrianow | 19,450 |
| 2     | JPN  | Mitsuo Tsukahara  | 19,375 |
| 3     | JPN  | Hiroshi Kajiyama  | 19,275 |
| 4     | ROU  | Dan Grecu         | 19,200 |
| 5     | HUN  | Zoltán Magyar     | 19,150 |
| 5     | HUN  | Imre Molnár       | 19,150 |

18. bis 23. Juli

### Reck
| Platz | Land | Sportler         | Punkte |
| ----- | ---- | ---------------- | ------ |
| 1     | JPN  | Mitsuo Tsukahara | 19,675 |
| 2     | JPN  | Eizō Kenmotsu    | 19,500 |
| 3     | FRA  | Henri Boërio     | 19,475 |
| 3     | FRG  | Eberhard Gienger | 19,475 |
| 5     | URS  | Gennadi Kryssin  | 19,250 |
| 6     | HUN  | Ferenc Donáth    | 19,200 |

18. bis 23. Juli

### Ringe
| Platz | Land | Sportler           | Punkte |
| ----- | ---- | ------------------ | ------ |
| 1     | URS  | Nikolai Andrianow  | 19,650 |
| 2     | URS  | Alexander Ditjatin | 19,550 |
| 3     | ROU  | Dan Grecu          | 19,500 |
| 4     | HUN  | Ferenc Donáth      | 19,200 |
| 5     | JPN  | Eizō Kenmotsu      | 19,175 |
| 6     | JPN  | Sawao Katō         | 19,125 |

18. bis 23. Juli

### Seitpferd
| Platz | Land | Sportler           | Punkte |
| ----- | ---- | ------------------ | ------ |
| 1     | HUN  | Zoltán Magyar      | 19,700 |
| 2     | JPN  | Eizō Kenmotsu      | 19,575 |
| 3     | URS  | Nikolai Andrianow  | 19,525 |
| 3     | GDR  | Michael Nikolay    | 19,525 |
| 5     | JPN  | Sawao Katō         | 19,400 |
| 6     | URS  | Alexander Ditjatin | 19,350 |

18. bis 23. Juli

## Frauen

### Einzelmehrkampf
| Platz | Land | Sportlerin              | Punkte |
| ----- | ---- | ----------------------- | ------ |
| 1     | ROU  | Nadia Comăneci          | 79,275 |
| 2     | URS  | Nelli Kim               | 78,675 |
| 3     | URS  | Ljudmila Turischtschewa | 78,625 |
| 4     | ROU  | Teodora Ungureanu       | 78,375 |
| 5     | URS  | Olga Korbut             | 78,025 |
| 6     | GDR  | Gitta Escher            | 77,750 |
| 7     | HUN  | Márta Egervári          | 77,325 |
| 8     | GDR  | Marion Kische           | 76,950 |
| 9     | GDR  | Kerstin Gerschau        | 76,800 |
| 10    | TCH  | Anna Pohludková         | 76,775 |

### Mannschaftsmehrkampf
| Platz | Land | Sportlerinnen                                                                                      | Punkte |
| ----- | ---- | -------------------------------------------------------------------------------------------------- | ------ |
| 1     | URS  | Marija Filatowa Swetlana Grosdowa Nelli Kim Olga Korbut Elwira Saadi Ljudmila Turischtschewa       | 390,35 |
| 2     | ROU  | Nadia Comăneci Mariana Constantin Georgeta Gabor Anca Grigoraș Gabriela Trușcă Teodora Ungureanu   | 387,15 |
| 3     | GDR  | Carola Dombeck Gitta Escher Kerstin Gerschau Angelika Hellmann Marion Kische Steffi Kräker         | 385,10 |
| 4     | HUN  | Margit Tóth Éva Óvári Krisztina Medveczky Mária Lővey Márta Kelemen Márta Egervári                 | 380,15 |
| 5     | TCH  | Anna Pohludková Jana Knopová Ingrid Holkovičová Drahomíra Smolíková Eva Pořádková Alena Černáková  | 378,25 |
| 6     | USA  | Leslie Wolfsberger Debra Willcox Kathy Howard Carrie Englert Kimberly Chace Colleen Casey          | 375,05 |
| 7     | FRG  | Andrea Bieger Jutta Oltersdorf Petra Kurbjuweit Traudl Schubert Uta Schorn Beate Renschler         | 373,50 |
| 8     | JPN  | Miyuki Matsuhisa-Hironaka Satoko Okazaki Nobue Yamazaki Chieko Kikkawa Sakiko Nozawa Kyōko Mano    | 372,10 |
| 9     | CAN  | Lise Arsenault-Goertz Karen Kelsall Nancy McDonnell Teresa McDonnell Kelly Muncey Patricia Rope    | 369,65 |
| 10    | BUL  | Nadja Schatarowa Galina Janewa Nina Kostowa Wessela Mateewa Marija Kirtschewa Swetlana Kaschteljan | 369,15 |

18. bis 19. Juli

### Bodenturnen
| Platz | Land | Sportlerin              | Punkte |
| ----- | ---- | ----------------------- | ------ |
| 1     | URS  | Nelli Kim               | 19,850 |
| 2     | URS  | Ljudmila Turischtschewa | 19,825 |
| 3     | ROU  | Nadia Comăneci          | 19,750 |
| 4     | TCH  | Anna Pohludková         | 19,575 |
| 5     | GDR  | Marion Kische           | 19,475 |
| 6     | GDR  | Gitta Escher            | 19,450 |

18 bis 22. Juli

### Pferdsprung
| Platz | Land | Sportlerin              | Punkte |
| ----- | ---- | ----------------------- | ------ |
| 1     | URS  | Nelli Kim               | 19,800 |
| 2     | GDR  | Carola Dombeck          | 19,650 |
| 2     | URS  | Ljudmila Turischtschewa | 19,650 |
| 4     | ROU  | Nadia Comăneci          | 19,625 |
| 5     | GDR  | Gitta Escher            | 19,550 |
| 6     | HUN  | Márta Egervári          | 19,450 |

18 bis 22. Juli

### Schwebebalken
| Platz | Land | Sportlerin              | Punkte |
| ----- | ---- | ----------------------- | ------ |
| 1     | ROU  | Nadia Comăneci          | 19,950 |
| 2     | URS  | Olga Korbut             | 19,725 |
| 3     | ROU  | Teodora Ungureanu       | 19,700 |
| 4     | URS  | Ljudmila Turischtschewa | 19,475 |
| 5     | GDR  | Angelika Hellmann       | 19,450 |
| 6     | GDR  | Gitta Escher            | 19,275 |

18. bis 22. Juli

### Stufenbarren
| Platz | Land | Sportlerin        | Punkte |
| ----- | ---- | ----------------- | ------ |
| 1     | ROU  | Nadia Comăneci    | 20,000 |
| 2     | ROU  | Teodora Ungureanu | 19,800 |
| 3     | HUN  | Márta Egervári    | 19,775 |
| 4     | GDR  | Marion Kische     | 19,750 |
| 5     | URS  | Olga Korbut       | 19,300 |
| 6     | URS  | Nelli Kim         | 19,225 |

18 bis 22. Juli